# Michael Livingston
Michael Livingston, né le 21 septembre 1948 à Denver, est un rameur d'aviron américain. 

## Carrière
Michael Livingston participe aux Jeux olympiques de 1972 à Munich et remporte la médaille d'argent avec le huit américain composé de Franklin Hobbs, Peter Raymond, Timothy Mickelson, Eugene Clapp, William Hobbs, Cleve Livingston, Lawrence Terry et Paul Hoffman.